# Carei Thomas
Carey Frank „Carei“ Thomas (* 23. Juli 1938 in Pittsburgh; † 28. Mai 2020 in Minneapolis) war ein US-amerikanischer Jazzmusiker (Piano, Komposition, auch Gesang), der in einer sechs Jahrzehnte dauernden Karriere als Jazzpianist, Komponist, Pädagoge und Organisator von Kunstausstellungen in Minneapolis aktiv war.

## Leben und Wirken
Thomas verbrachte seine Teenager- und frühen Erwachsenenjahre in Chicago, wo er einem seiner Idole, dem Bandleader und Pianisten Sun Ra, begegnete. Dort gründete er eine Doo-Wop-Gruppe und arbeitete mit der Association for the Advancement of Creative Musicians zusammen. Nachdem er zwei Jahre im Ausland in der US-Armee gedient hatte, zog Thomas 1972 nach Minneapolis, um an der University of Minnesota Musikpädagogik und -therapie zu studieren. Er war in den folgenden Jahren an vielen Organisationen der Twin Cities beteiligt und fungierte als Musikdirektor für das Interact Center für visuelle und darstellende Künste sowie als Musikpädagoge in der West Bank School of Music und der St. Paul’s High School for Recording Arts. 1993 erkrankte er am Guillain-Barré-Syndrom; er erfand darauf neue Möglichkeiten, Klavier zu spielen. Die Nervenstörung erforderte jahrelange Physiotherapie und beschränkte seine Fingerbewegungen.
Thomas war dafür bekannt, experimentierfreudige und genreüberschreitende Musikstücke unter seinem eigenen Namen und mit Gruppen und Kollektiven wie Zeitgeist, The Elders und dem Neighborhood Ensemble zu entwickeln. Er war auch Pionier musikalischer Konzepte wie kontrollierte Improvisation und Klangerzeugung. Im Jahr 2000 nahm Thomas mit seinem Feel Free Ensemble im Bryant-Lake Bowl Theater von Minneapolis das Album Minding Our Bid’ness auf, an dem u. a. der Saxophonist George Cartwright mitwirkte. Darauf spielte er Eigenkompositionen wie „Tippy/One Ahead (For All Victims of Violence)“ und „Invention #1: Way North of the Order (Dedicated to Paul Bley and Ornette Coleman)“. 2003 wirkte er bei einem Album der Formation Fat Kid Wednesdays mit; um 2005 entstand sein letztes Album unter eigenem Namen, Sound Window(s), das bei Innove Records erschien. 2011 veröffentlichte er „Compositions and Concepts“ mit Noten und Geschichten hinter seinen Stücken aus dem Jahr 1959. Thomas starb Ende Mai 2020, als nach einem Sturz Komplikationen einer hypertrophen Kardiomyopathie auftraten, die zu einer Herzinsuffizienz führten.
Der Jazzsänger José James, der mit den vielen Twin Cities-Ensembles von Thomas auftrat und dessen Schüler war, nannte ihn „einen brillanten Pianisten, Komponisten und Mentor einer Generation von Künstlern“.

## Diskografische Hinweise
- Minding Our Bid'ness (2000), mit Steve Sandberg, William R. Lang, George Cartwright (ts,as,sop), Brian Roessler, Brock Thorson, Adam Linz (b) Eric Coursen, Alden Ikeda, Tim DuRoche (d)
- Fat Kid Wednesdays: The Art of Cherry (2003)
- Sound Window(s) (Innova, 2005), mit Jacqueline Ferrier-Ultan, Patrick O’Keefe, Gary Schulte, Steve Goldstein
- Zeitgeist: Here and Now (2011)